# Maria Bárbara của Bồ Đào Nha
Bárbara của Bồ Đào Nha hay Maria Bárbara của Bồ Đào Nha (tiếng Bồ Đào Nha: Maria Bárbara de Bragança; tên đầy đủ: Maria Madalena Bárbara Xavier Leonor Teresa Antónia Josefa; 4 tháng 12 năm 1711 – 27 tháng 8 năm 1758) là Vương nữ của Bồ Đào Nha và là Vương hậu nước Tây Ban Nha thông qua cuộc hôn nhân với Fernando VI.

## Cuộc đời

### Vương nữ Bồ Đào Nha

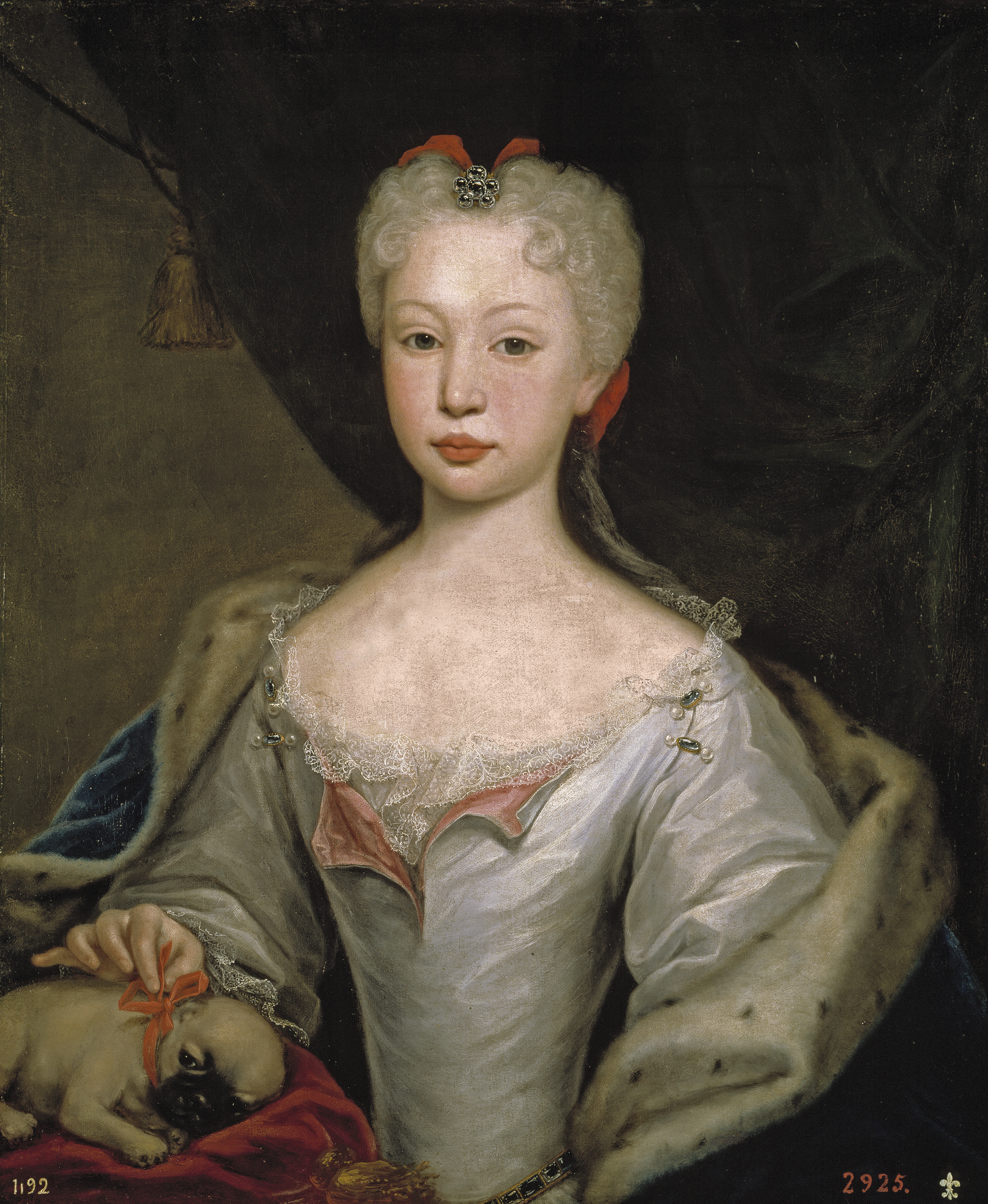
Barbara thời trẻ, bởi Domenico Duprà.

Cuộc hôn nhân của João V của Bồ Đào Nha và Maria Anna của Áo không sinh ra được người con nào trong gần ba năm, nên nhà vua lập lời hứa với Chúa rằng nếu một người thừa kế ngai vàng được sinh ra, ông sẽ xây dựng một tu viện lớn để tỏ lòng biết ơn. Vào ngày 4 tháng 12 năm 1711, một cô con gái cuối cùng đã chào đời. Đứa bé được rửa tội là Maria Madalena Bárbara Xavier Leonor Teresa Antónia Josefa nhằm tôn vinh một số vị thánh và người thân, và được phong là Hoàng nữ Brasil và người thừa kế giả định của Bồ Đào Nha. Vương nữ thường được gọi là Bárbara hoặc Maria Bárbara theo Thánh Barbara, vị thánh có cùng ngày sinh, và đây là cái tên chưa từng được đặt cho bất kỳ ai trong hoàng gia Bồ Đào Nha.
Hai năm sau, Vương hậu Maria Anna sinh thêm một con trai là Pedro và Bárbara không còn là người thừa kế giả định. Pedro qua đời khi mới hai tuổi, nhưng vào thời điểm đó Vương hậu lại có một người con trai khác là José và do đó Bárbara không bao giờ còn là người thừa kế giả định.
Bárbara được nhận một nền giáo dục tốt và yêu thích âm nhạc. Là một người chơi đàn có tài năng phi thường, Vương nữ là học trò duy nhất của nhà soạn nhạc nổi tiếng Domenico Scarlatti từ năm 9 hoặc 10 tuổi, cho đến năm 1757 khi Scarlatti qua đời.
Năm 1725, Bárbara là một trong mười bảy công chúa được cân nhắc nghiêm túc để kết hôn với Louis XV của Pháp sau khi danh sách 99 người bị rút ngắn. Tuy nhiên, có những lo ngại về sức khỏe thể chất và tinh thần yếu kém của gia đình Bárbara cũng như độ tuổi còn nhỏ, và cuối cùng Vương nữ bị loại khỏi danh sách.

### Thân vương phi xứ Asturias
Năm 1729, Bárbara kết hôn ở tuổi 18 với người sau này trở thành Fernando VI của Tây Ban Nha, người kém hơn hai tuổi. Em trai của Bárbara là José cùng lúc kết hôn với người em gái cùng cha khác mẹ của Fernando là Mariana Victoria, người cũng bị Louis XV từ chối làm cô dâu. Cuộc hôn nhân kép được gọi là Cuộc trao đổi Vương nữ được sắp xếp với mục đích hàn gắn liên minh giữa Bồ Đào Nha và Tây Ban Nha. Scarlatti đi theo Bárbara đến Madrid sau khi Vương nữ kết hôn và ở lại đó, sáng tác hàng trăm bản sonata dành cho đàn harpsichord cho Bárbara.
Trong thời gian là Thân vương và Thân vương phi xứ Asturias, Fernando và Bárbara trở thành mục tiêu của phe đối lập được gọi là đảng Tây Ban Nha, song song với mối quan hệ ngày càng xấu đi giữa Tây Ban Nha và Bồ Đào Nha. Từ năm 1733 đến năm 1737, họ gần như bị quản thúc trong phòng, không được xuất hiện trước công chúng và bị các điệp viên của Vương hậu Elisabetta theo dõi. Điều này đã cho Bárbara thời gian để làm sâu sắc thêm mối quan hệ của bà với Fernando, là một người nhút nhát và cũng phải trải qua bệnh tật.
Bárbara không được những người cùng thời coi là đẹp, và vẻ ngoài giản dị của Vương nữ được cho là đã khiến Fernando sốc trong lần đầu tiên gặp mặt. Tuy nhiên, 'Fernando Thông thái' (tên gọi sau này của nhà vua) trở nên gắn bó sâu sắc với Bárbara, cùng chia sẻ niềm đam mê âm nhạc và sớm trở nên phụ thuộc vào người vợ mỗi khi cần lời khuyên và sự hỗ trợ. Khi vị Thân vương lên ngôi vua Tây Ban Nha với tên gọi là Fernando VI, đại sứ Pháp ghi chép rằng "Bárbara là người kế vị Elisabetta [mẹ kế của Fernando] hơn là Fernando kế vị Felipe."  Bárbara được giáo dục tốt, và ngoài tài năng âm nhạc, bà còn thành thạo ngôn ngữ và là người đọc say mê nhiều chủ đề khác nhau.

### Vương hậu Tây Ban Nha
Sau khi kế vị ngôi Vương hậu, Bárbara phải đối mặt với những nỗ lực gây chia rẽ chính trị giữa bà và Fernando, được thực hiện bởi nhiều người, trong đó có những người ủng hộ Thái hậu, và Bárbara thành lập liên minh với ba thành viên của đảng Tây Ban Nha là Ensenada, Huescar và Carvajal, những người từng đối lập với Bárbara trong chế độ trước. Do đó, Vương hậu bảo đảm việc được đảng Tây Ban Nha ủng hộ và đạt được sự bãi nhiệm của tất cả những người nắm giữ quyền lực của chế độ trước, những người đe dọa sự ảnh hưởng của bà đối với Fernando. Được Bárbara khuyến khích, Fernando VI sa thải bộ trưởng Villarias và thay thế bằng Carvajal, và vào tháng 7 năm 1747, Thái hậu Elisabetta bị trục xuất khỏi triều đình.

Huy hiệu của Vương hậu Bárbara

Trong thời gian trị vì của Fernando, Bárbara thường chủ trì những bữa tiệc và buổi hòa nhạc hoành tráng tại nơi nghỉ dưỡng yêu thích là Cung điện Vương thất Aranjuez. Tuy nhiên, trái ngược với người tiền nhiệm, Bárbara không thích phô trương sự ảnh hưởng của mình lên nhà vua và chính sách của chính phủ, và ngoài ra bà cũng tạo được ấn tượng khá tích cực đối với công chúng. Bárbara không phải là một người tự tin và cũng không có nhiều tham vọng chính trị như Elisabetta Farnese, và chính sách của Bárbara chủ yếu tập trung vào mối quan hệ hữu nghị giữa Tây Ban Nha và Bồ Đào Nha thông qua sự hợp tác với cha bà là vua João V và đại sứ Bồ Đào Nha Belmonte. Vương hậu Bárbara thường xuyên tham gia vào các công việc của nhà nước, và các bộ trưởng thường trình bày với Bárbara tất cả các tài liệu của nhà nước trước khi trình lên nhà vua, bởi vì: "chỉ có Vương hậu mới biết điều gì nên được nói hoặc giấu khỏi bệ hạ". Bárbara là kênh mà các bộ trưởng thông qua để làm việc với Fernando VI, vì chính Vương hậu là người tư vấn cho họ cách đạt được kết quả mong muốn từ nhà vua, và các bộ trưởng tin tưởng vào Bárbara cho các công việc như đại sứ Anh Benjamin Keene báo cáo: "Vương hậu có thể thuyết phục nhà vua theo ý muốn với nhiều quyền lực, nhưng ít khó khăn hơn nhiều so với những gì Thái hậu đã làm với cố Quốc vương là cha ngài." Năm 1754, Bárbara đã đứng sau sự sụp đổ của đồng minh trước đây là Ensenada. Keene và Huascar đưa cho Vương hậu một tờ giấy ám chỉ rằng bộ trưởng Ensenada đang điều khiển hai vợ chồng Quốc vương. Họ đã thành công trong việc thuyết phục Vương hậu hành động chống lại Ensenada, và với sự hợp tác của Richard Wall và Huascar, Bárbara đã thuyết phục Fernando VI để trục xuất Ensenada.
Cặp đôi không có người con nào sống sót, với một người con trai chết lưu vào năm 1733. Bárbara bị bệnh hen suyễn nặng và trở nên thừa cân vào những năm cuối đời. Vương hậu Bárbara qua đời tại Cung điện Vương thất Aranjuez, ngoại ô Madrid vào ngày 27 tháng 8 năm 1758, và cái chết của Vương hậu đã khiến trái tim của Fernando tan vỡ.

## Tổ tiên
| \| \| \| \| \| \| \| \| \| \| \| 8. João IV của Bồ Đào Nha \| \| \| \| \| \| \| \| \| \| \| \| \| \| \| \| \| \| \| \| \| \| \| \| \| \| \| \| \| \| \| \| \| \| \| \| \| \| \| \| \| \| \| \| \| \| \| \| \| \| \| 4. Pedro II của Bồ Đào Nha \| \| \| \| \| \| \| \| \| \| \| \| \| \| \| \| \| \| \| \| \| \| \| \| \| \| \| \| \| \| \| \| \| \| \| \| \| \| \| \| \| \| \| \| \| \| \| \| \| \| \| \| \| \| \| \| \| \| \| \| 9. Luisa de Guzmán \| \| \| \| \| \| \| \| \| \| \| \| \| \| \| \| \| \| \| \| \| \| \| \| \| \| \| \| \| \| \| \| \| \| \| \| \| \| \| \| \| \| \| \| \| \| \| \| \| \| \| \| \| \| \| \| \| \| \| \| 2. João V của Bồ Đào Nha \| \| \| \| \| \| \| \| \| \| \| \| \| \| \| \| \| \| \| \| \| \| \| \| \| \| \| \| \| \| \| \| \| \| \| \| \| \| \| \| \| \| \| \| \| \| \| \| \| \| \| \| \| \| \| \| \| \| \| \| 10. Philipp Wilhelm của Pfalz (= 14) \| \| \| \| \| \| \| \| \| \| \| \| \| \| \| \| \| \| \| \| \| \| \| \| \| \| \| \| \| \| \| \| \| \| \| \| \| \| \| \| \| \| \| \| \| \| \| \| \| \| \| \| \| \| \| \| \| \| \| \| 5. Marie Sophie xứ Neuburg \| \| \| \| \| \| \| \| \| \| \| \| \| \| \| \| \| \| \| \| \| \| \| \| \| \| \| \| \| \| \| \| \| \| \| \| \| \| \| \| \| \| \| \| \| \| \| \| \| \| \| \| \| \| \| \| \| \| \| \| 11. Elisabeth Amalie xứ Hessen-Darmstadt (= 15) \| \| \| \| \| \| \| \| \| \| \| \| \| \| \| \| \| \| \| \| \| \| \| \| \| \| \| \| \| \| \| \| \| \| \| \| \| \| \| \| \| \| \| \| \| \| \| \| \| \| \| \| \| \| \| \| \| \| \| \| 1. Bárbara của Bragança \| \| \| \| \| \| \| \| \| \| \| \| \| \| \| \| \| \| \| \| \| \| \| \| \| \| \| \| \| \| \| \| \| \| \| \| \| \| \| \| \| \| \| \| \| \| \| \| \| \| \| \| \| \| \| \| \| \| \| \| 12. Ferdinand III của Thánh chế La Mã \| \| \| \| \| \| \| \| \| \| \| \| \| \| \| \| \| \| \| \| \| \| \| \| \| \| \| \| \| \| \| \| \| \| \| \| \| \| \| \| \| \| \| \| \| \| \| \| \| \| \| \| \| \| \| \| \| \| \| \| 6. Leopold I của Thánh chế La Mã \| \| \| \| \| \| \| \| \| \| \| \| \| \| \| \| \| \| \| \| \| \| \| \| \| \| \| \| \| \| \| \| \| \| \| \| \| \| \| \| \| \| \| \| \| \| \| \| \| \| \| \| \| \| \| \| \| \| \| \| 13. María Ana của Tây Ban Nha \| \| \| \| \| \| \| \| \| \| \| \| \| \| \| \| \| \| \| \| \| \| \| \| \| \| \| \| \| \| \| \| \| \| \| \| \| \| \| \| \| \| \| \| \| \| \| \| \| \| \| \| \| \| \| \| \| \| \| \| 3. Maria Anna của Áo \| \| \| \| \| \| \| \| \| \| \| \| \| \| \| \| \| \| \| \| \| \| \| \| \| \| \| \| \| \| \| \| \| \| \| \| \| \| \| \| \| \| \| \| \| \| \| \| \| \| \| \| \| \| \| \| \| \| \| \| 14. Philipp Wilhelm của Pfalz (= 10) \| \| \| \| \| \| \| \| \| \| \| \| \| \| \| \| \| \| \| \| \| \| \| \| \| \| \| \| \| \| \| \| \| \| \| \| \| \| \| \| \| \| \| \| \| \| \| \| \| \| \| \| \| \| \| \| \| \| \| \| 7. Eleonore Magdalene xứ Neuburg \| \| \| \| \| \| \| \| \| \| \| \| \| \| \| \| \| \| \| \| \| \| \| \| \| \| \| \| \| \| \| \| \| \| \| \| \| \| \| \| \| \| \| \| \| \| \| \| \| \| \| \| \| \| \| \| \| \| \| \| 15. Elisabeth Amalie xứ Hessen-Darmstadt (= 11) \| \| \| \| \| \| \| \| \| \| \| \| \| \| \| \| \| \| \| \| \| \| \| \| \| \| \| \| \| \| \| \| \| \| \| \| \| \| \| \| \| \| \| |                                                 |  |  |  |  |  |  |  |  |                           |  |  |  |
| |                                                 |  |  |  |  |  |  |  |  | 8. João IV của Bồ Đào Nha |  |  |  |
| |                                                 |  |  |  |  |  |  |  |  |                           |  |  |  |
| |                                                 |  |  |  |  |  |  |  |  |                           |  |  |  |
| |                                                 |  |  |  |  |  |  |  |  |                           |  |  |  |
| | 4. Pedro II của Bồ Đào Nha                      |  |  |  |  |  |  |  |  |                           |  |  |  |
| |                                                 |  |  |  |  |  |  |  |  |                           |  |  |  |
| |                                                 |  |  |  |  |  |  |  |  |                           |  |  |  |
| |                                                 |  |  |  |  |  |  |  |  |                           |  |  |  |
| | 9. Luisa de Guzmán                              |  |  |  |  |  |  |  |  |                           |  |  |  |
| |                                                 |  |  |  |  |  |  |  |  |                           |  |  |  |
| |                                                 |  |  |  |  |  |  |  |  |                           |  |  |  |
| |                                                 |  |  |  |  |  |  |  |  |                           |  |  |  |
| | 2. João V của Bồ Đào Nha                        |  |  |  |  |  |  |  |  |                           |  |  |  |
| |                                                 |  |  |  |  |  |  |  |  |                           |  |  |  |
| |                                                 |  |  |  |  |  |  |  |  |                           |  |  |  |
| |                                                 |  |  |  |  |  |  |  |  |                           |  |  |  |
| | 10. Philipp Wilhelm của Pfalz (= 14)            |  |  |  |  |  |  |  |  |                           |  |  |  |
| |                                                 |  |  |  |  |  |  |  |  |                           |  |  |  |
| |                                                 |  |  |  |  |  |  |  |  |                           |  |  |  |
| |                                                 |  |  |  |  |  |  |  |  |                           |  |  |  |
| | 5. Marie Sophie xứ Neuburg                      |  |  |  |  |  |  |  |  |                           |  |  |  |
| |                                                 |  |  |  |  |  |  |  |  |                           |  |  |  |
| |                                                 |  |  |  |  |  |  |  |  |                           |  |  |  |
| |                                                 |  |  |  |  |  |  |  |  |                           |  |  |  |
| | 11. Elisabeth Amalie xứ Hessen-Darmstadt (= 15) |  |  |  |  |  |  |  |  |                           |  |  |  |
| |                                                 |  |  |  |  |  |  |  |  |                           |  |  |  |
| |                                                 |  |  |  |  |  |  |  |  |                           |  |  |  |
| |                                                 |  |  |  |  |  |  |  |  |                           |  |  |  |
| | 1. Bárbara của Bragança                         |  |  |  |  |  |  |  |  |                           |  |  |  |
| |                                                 |  |  |  |  |  |  |  |  |                           |  |  |  |
| |                                                 |  |  |  |  |  |  |  |  |                           |  |  |  |
| |                                                 |  |  |  |  |  |  |  |  |                           |  |  |  |
| | 12. Ferdinand III của Thánh chế La Mã           |  |  |  |  |  |  |  |  |                           |  |  |  |
| |                                                 |  |  |  |  |  |  |  |  |                           |  |  |  |
| |                                                 |  |  |  |  |  |  |  |  |                           |  |  |  |
| |                                                 |  |  |  |  |  |  |  |  |                           |  |  |  |
| | 6. Leopold I của Thánh chế La Mã                |  |  |  |  |  |  |  |  |                           |  |  |  |
| |                                                 |  |  |  |  |  |  |  |  |                           |  |  |  |
| |                                                 |  |  |  |  |  |  |  |  |                           |  |  |  |
| |                                                 |  |  |  |  |  |  |  |  |                           |  |  |  |
| | 13. María Ana của Tây Ban Nha                   |  |  |  |  |  |  |  |  |                           |  |  |  |
| |                                                 |  |  |  |  |  |  |  |  |                           |  |  |  |
| |                                                 |  |  |  |  |  |  |  |  |                           |  |  |  |
| |                                                 |  |  |  |  |  |  |  |  |                           |  |  |  |
| | 3. Maria Anna của Áo                            |  |  |  |  |  |  |  |  |                           |  |  |  |
| |                                                 |  |  |  |  |  |  |  |  |                           |  |  |  |
| |                                                 |  |  |  |  |  |  |  |  |                           |  |  |  |
| |                                                 |  |  |  |  |  |  |  |  |                           |  |  |  |
| | 14. Philipp Wilhelm của Pfalz (= 10)            |  |  |  |  |  |  |  |  |                           |  |  |  |
| |                                                 |  |  |  |  |  |  |  |  |                           |  |  |  |
| |                                                 |  |  |  |  |  |  |  |  |                           |  |  |  |
| |                                                 |  |  |  |  |  |  |  |  |                           |  |  |  |
| | 7. Eleonore Magdalene xứ Neuburg                |  |  |  |  |  |  |  |  |                           |  |  |  |
| |                                                 |  |  |  |  |  |  |  |  |                           |  |  |  |
| |                                                 |  |  |  |  |  |  |  |  |                           |  |  |  |
| |                                                 |  |  |  |  |  |  |  |  |                           |  |  |  |
| | 15. Elisabeth Amalie xứ Hessen-Darmstadt (= 11) |  |  |  |  |  |  |  |  |                           |  |  |  |
| |                                                 |  |  |  |  |  |  |  |  |                           |  |  |  |
| |                                                 |  |  |  |  |  |  |  |  |                           |  |  |  |